# Hot Standby Router Protocol
Hot Standby Router Protocol (HSRP) är ett proprietärt Cisco-protokoll för att skapa en feltolerant standardgateway (default gateway). Den av IETF standardiserade motsvarigheten till HSRP är VRRP - Virtual Router Redundancy Protocol.
HSRP definierar protokollet för hur nätverksroutrar ska kunna upprätthålla en feltolerant standardgateway om den primära gatewayn skulle bli oåtkomlig, tillsammans med snabbt konvergerande routingprotokoll som EIGRP eller OSPF. HSRP multicastar hello-paket till multicastadressen 224.0.0.2 (alla routrar) med UDP på port 1985 till andra HSRP-routrar. TTL i paketet är satt till 1. Med hello-paketen annonserar routern sin prioritet till de andra routrarna. Routern med högst prioritet vill agera som virtuell router med en egen IP- och MAC-adress som klienterna på subnätet konfigureras till att använda som gateway för den aktuella destinationen. Skulle primärroutern fallera, eller destinationslänk gå, tar routern med näst högst prioritet över kommunikationen genom alternativa vägar inom ett fåtal sekunder. På detta sätt bibehålls nätverkskontakten utan något längre avbrott. Standardmässigt skickar HSRP hello-paket var femte sekund, efter tre tappade paket flyttas den virtuella IP- och MAC-adressen över till en sekundärrouter som då blir aktiv.
En funktion i HSRP, som inte finns i VRRP, är möjligheten att trigga en failover om ett annat interface i routern går ner. Detta är användbart exempelvis för kontor där man har dubbla routrar med WAN-anslutning. Om primärrouterns WAN-anslutning går ner, vill man att backuproutern ska ta över funktionaliteten och därmed upprätthålla kommunikationen mot WAN:et.
HSRP och VRRP är inte routingprotokoll då de inte annonserar IP-rutter eller påverkar routingtabellen.